# Brachythecium ugandae
Brachythecium ugandae är en bladmossart som beskrevs av Hugh Neville Dixon 1922. Brachythecium ugandae ingår i släktet gräsmossor, och familjen Brachytheciaceae. Inga underarter finns listade i Catalogue of Life.